# 中之町西
中之町西（なかのちょうにし）は、大阪府堺市堺区にある地名。2024年現在の行政地名は中之町西一丁から中之町西四丁。住居表示は実施済。

## 地理
堺区の中央部に位置する。南東は中之町東、南西は寺地町西、北西は大浜北町、北東は宿院町西に接する。南東から順に一丁から四丁がある。

### 河川
- 土居川
  - 大浜橋

## 歴史

### 沿革
- 1872年（明治5年）、石屋町・南中之町上浜・南中之町下浜より中之町西成立。堺町のうち。
- 1879年（明治12年）、郡区町村編制法施行により、堺区の所属となる。
- 1889年（明治22年）、市制施行により、堺市の所属となる。
- 1959年（昭和34年）、一部を寺地町西1 - 4丁に編入し、中之町の一部を編入[6]。
- 2006年（平成18年）、堺市が政令指定都市に移行し、行政区を設置。中之町西は堺区の所属となる。

## 世帯数と人口
2024年（令和6年）7月22日現在の世帯数と人口は以下の通りである。
| 丁           | 世帯数  | 人口  |
| ------------ | ------- | ----- |
| 中之町西一丁 | 127世帯 | 182人 |
| 中之町西二丁 | 48世帯  | 80人  |
| 中之町西三丁 | 380世帯 | 538人 |
| 中之町西四丁 | 144世帯 | 185人 |
| 計           | 699世帯 | 985人 |

### 人口の変遷
国勢調査による人口の推移。
| 1995年（平成7年）  | 916人   | [ 7 ]  |  |
| 2000年（平成12年） | 844人   | [ 8 ]  |  |
| 2005年（平成17年） | 974人   | [ 9 ]  |  |
| 2010年（平成22年） | 1,085人 | [ 10 ] |  |
| 2015年（平成27年） | 955人   | [ 11 ] |  |
| 2020年（令和2年）  | 986人   | [ 12 ] |  |

### 世帯数の変遷
国勢調査による世帯数の推移。
| 1995年（平成7年）  | 469世帯 | [ 7 ]  |  |
| 2000年（平成12年） | 471世帯 | [ 8 ]  |  |
| 2005年（平成17年） | 551世帯 | [ 9 ]  |  |
| 2010年（平成22年） | 688世帯 | [ 10 ] |  |
| 2015年（平成27年） | 621世帯 | [ 11 ] |  |
| 2020年（令和2年）  | 672世帯 | [ 12 ] |  |

## 学区
市立小・中学校に通う場合、学区は以下の通りとなる。
| 丁           | 番   | 小学校           | 中学校           |
| ------------ | ---- | ---------------- | ---------------- |
| 中之町西一丁 | 全域 | 堺市立英彰小学校 | 堺市立大浜中学校 |
| 中之町西二丁 | 全域 | 堺市立英彰小学校 | 堺市立大浜中学校 |
| 中之町西三丁 | 全域 | 堺市立英彰小学校 | 堺市立大浜中学校 |
| 中之町西四丁 | 全域 | 堺市立英彰小学校 | 堺市立大浜中学校 |

## 事業所
2021年（令和3年）現在の経済センサス調査による事業所数と従業員数は以下の通りである。
| 丁           | 事業所数 | 従業員数 |
| ------------ | -------- | -------- |
| 中之町西一丁 | 30事業所 | 245人    |
| 中之町西二丁 | 9事業所  | 52人     |
| 中之町西三丁 | 6事業所  | 26人     |
| 中之町西四丁 | 4事業所  | 18人     |
| 計           | 49事業所 | 341人    |

## 交通

### 道路
- 大道筋（大阪府道197号深井畑山宿院線）

## 施設
- 阿免寺
- 中之町公園

## 郵便
- 郵便番号：590-0957[3]（集配局：堺郵便局[15]）。